# Wildwasserrennsport-Weltmeisterschaften 2012
Die 28. Kanu-Wildwasserrennsport-Weltmeisterschaften fanden vom 26. Juni bis 1. Juli 2012 statt. Sie wurden im französischen La Plagne auf der Isère ausgetragen. Erfolgreichste Nation war mit großem Abstand Gastgeber Frankreich. Deutschland wurde vor allem aufgrund der guten Ergebnisse auf der klassischen Mitteldistanz und trotz offensichtlicher Defizite auf der Kurzstrecke zweitstärkste Nation.
Der Deutsche Stephan Stiefenhöfer gewann die Bronzemedaille in der C2-Sprintmannschaft und wurde damit zum ersten Wildwasserrennsportler, der in jeder Bootskategorie eine Medaille bei Weltmeisterschaften erringen konnte.
Erfolgreichster Sportler der Wettkämpfe wurde der Franzose Yann Claudepierre mit insgesamt fünf Gold- und zwei Silbermedaillen im Einer- und Zweier-Canadier. Guillaume Alzingre (ebenfalls Frankreich) mit „nur“ fünf Goldmedaillen stand dem kaum hinterher.

## Nationenwertung Gesamt
| Platz  | Land                   | Gold | Silber | Bronze | Gesamt |
| ------ | ---------------------- | ---- | ------ | ------ | ------ |
| 1      | Frankreich             | 11   | 8      | 1      | 20     |
| 2      | Deutschland            | 3    | 4      | 4      | 11     |
| 3      | Kroatien               | 2    | 2      | 1      | 5      |
| 4      | Slowenien              | 2    | –      | 1      | 3      |
| 5      | Tschechien             | –    | 4      | 6      | 10     |
| 6      | Schweiz                | –    | –      | 2      | 2      |
|        | Vereinigtes Königreich | –    | –      | 2      | 2      |
| 8      | Italien                | –    | –      | 1      | 1      |
| Gesamt | Gesamt                 | 18   | 18     | 18     | 54     |

Im Einzelnen wurden folgende Ergebnisse erzielt.

## Classic
Die Classic-Wettbewerbe fanden am 27. und 28. Juni statt. Die Streckenlänge von Bellentre nach Aime betrug 5,5 km.

### Nationenwertung Classic
| Platz  | Land                   | Gold | Silber | Bronze | Gesamt |
| ------ | ---------------------- | ---- | ------ | ------ | ------ |
| 1      | Frankreich             | 5    | 4      | –      | 9      |
| 2      | Deutschland            | 2    | 3      | 3      | 8      |
| 3      | Kroatien               | 2    | –      | –      | 2      |
| 4      | Tschechien             | –    | 2      | 3      | 5      |
| 5      | Slowenien              | –    | –      | 1      | 1      |
|        | Schweiz                | –    | –      | 1      | 1      |
|        | Vereinigtes Königreich | –    | –      | 1      | 1      |
| Gesamt | Gesamt                 | 9    | 9      | 9      | 27     |

## Einzelwettbewerbe

### Einer-Kajak Männer
| Platz | Sportler                      | Land        | Zeit          |
| ----- | ----------------------------- | ----------- | ------------- |
| 1     | Tobias Bong (Köln)            | Deutschland | 13:30,25 Min. |
| 2     | Remi Pete                     | Frankreich  | 13:30,98 Min. |
| 3     | Nejc Žnidarčič                | Slowenien   | 13:32,73 Min. |
| –     | –                             | –           | –             |
| 5     | Achim Overbeck (Braunschweig) | Deutschland | 13:40,50 Min. |
| 17    | Marc Rösner (Altrip)          | Deutschland | 13:54,23 Min. |
| 25    | Björn Beerschwenger (Köln)    | Deutschland | 14:01,20 Min. |

### Einer-Kajak Frauen
| Platz | Sportler                     | Land        | Zeit          |
| ----- | ---------------------------- | ----------- | ------------- |
| 1     | Manuela Stöberl (Rosenheim)  | Deutschland | 14:41,54 Min. |
| 2     | Sixtine Malaterre            | Frankreich  | 14:43,41 Min. |
| 3     | Alke Overbeck (Braunschweig) | Deutschland | 14:47,56 Min. |
| –     | –                            | –           | –             |
| 10    | Sabine Füsser (Siegburg)     | Deutschland | 15:04,89 Min. |
| 15    | Maria Hollerieth (Rosenheim) | Deutschland | 15:17,42 Min. |

### Einer-Canadier Männer
| Platz | Sportler                   | Land        | Zeit          |
| ----- | -------------------------- | ----------- | ------------- |
| 1     | Emil Milihram              | Kroatien    | 14:26,19 Min. |
| 2     | Yann Claudepierre          | Frankreich  | 14:36,69      |
| 3     | Ondřej Rolenc              | Tschechien  | 14:39,11      |
| –     | –                          | –           | –             |
| 6     | Normen Weber (Brühl)       | Deutschland | 14:42,86      |
| 9     | Tim Heilinger (Köln)       | Deutschland | 14:59,20      |
| 14    | Julian Rohn (Braunschweig) | Deutschland | 15:19,49      |
| 16    | Max Eich (Bonn)            | Deutschland | 15:42,09      |

### Einer-Canadier Frauen
| Platz | Sportler          | Land                   | Zeit          |
| ----- | ----------------- | ---------------------- | ------------- |
| 1     | Julie Paoletti    | Frankreich             | 16:49,82 Min. |
| 2     | Hana Peterkova    | Tschechien             | 17:08,39      |
| 3     | Radka Felingerova | Vereinigtes Königreich | 17:24,92      |

### Zweier-Canadier Männer
| Platz | Sportler                                    | Land        | Zeit     |
| ----- | ------------------------------------------- | ----------- | -------- |
| 1     | Guillaume Alzingre / Yann Claudepierre      | Frankreich  | 14:14,89 |
| 2     | René Brücker / Normen Weber (Brühl)         | Deutschland | 14:43,84 |
| 3     | Lars Walter / Johannes Baumann (Fulda)      | Deutschland | 14:44,93 |
| –     | –                                           | –           | –        |
| 7     | Maik Schmitz / Matthias Nies (Köln / Brühl) | Deutschland | 14:50,69 |
| 9     | Stephan Stiefenhöfer / Guido Wahl (Köln)    | Deutschland | 14:56,31 |

### Nationenwertung Classic-Einzel
| Platz  | Land                   | Gold | Silber | Bronze | Gesamt |
| ------ | ---------------------- | ---- | ------ | ------ | ------ |
| 1      | Frankreich             | 2    | 3      | –      | 5      |
| 2      | Deutschland            | 2    | 1      | 2      | 5      |
| 3      | Kroatien               | 1    | –      | –      | 1      |
| 4      | Tschechien             | –    | 1      | 1      | 2      |
| 5      | Slowenien              | –    | –      | 1      | 1      |
|        | Vereinigtes Königreich | –    | –      | 1      | 1      |
| Gesamt | Gesamt                 | 5    | 5      | 5      | 15     |

## Teamwettbewerbe

### Kajak-Einer Männer
| Platz | Land        | Sportler                                    | Zeit          |
| ----- | ----------- | ------------------------------------------- | ------------- |
| 1     | Frankreich  | Quentin Bonnetain / Remi Pete / Paul Graton | 13:39,55 Min. |
| 2     | Tschechien  | Tomáš Slovák / Karel Slepica / Kamil Mruzek | 13:41,68 Min. |
| 3     | Deutschland | Tobias Bong / Achim Overbeck / Marc Rösner  | 13:42,88 Min. |

### Kajak-Einer Frauen
| Platz | Land        | Sportler                                                  | Zeit          |
| ----- | ----------- | --------------------------------------------------------- | ------------- |
| 1     | Frankreich  | Sixtine Malaterre / Laetitia Parage / Claire Bren         | 14:47,69 Min. |
| 2     | Deutschland | Alke Overbeck / Manuela Stöberl / Sabine Füsser           | 14:59,41 Min. |
| 3     | Schweiz     | Sabine Eichenberger / Chantal Abgottspon / Melanie Mathys | 15:05,27 Min. |

### Einer-Canadier Männer
| Platz | Land        | Sportler                                                | Zeit          |
| ----- | ----------- | ------------------------------------------------------- | ------------- |
| 1     | Kroatien    | Igor Gojic / Tomislav Lepan / Emil Milihram             | 14:44,99 Min. |
| 2     | Frankreich  | Yann Claudepierre / Stéphane Santamaria / Louison Tanet | 14:47,91 Min. |
| 3     | Tschechien  | Ondřej Rolenc / Lukas Novosad / Antonin Hales           | 14:55,45 Min. |
| 4     | Deutschland | Tim Heilinger / Normen Weber / Julian Rohn              | 15:23,57 Min. |

### Zweier-Canadier Männer
| Platz | Land        | Sportler                                                | Zeit          |
| ----- | ----------- | ------------------------------------------------------- | ------------- |
| 1     | Frankreich  | Santamaria/Claudepierre /Bar/Cordier /Guyonnet/Guyonnet | 14:40,59 Min. |
| 2     | Deutschland | Walter/Baumann / Brücker/Weber / Schmitz/Nies           | 14:43,86 Min. |
| 3     | Tschechien  | Cuc/Zdrahal / Lisicky/Uncajtik / Stastny/Rolenc         | 14:49,02 Min. |

### Nationenwertung Classic-Mannschaft
| Platz  | Land        | Gold | Silber | Bronze | Gesamt |
| ------ | ----------- | ---- | ------ | ------ | ------ |
| 1      | Frankreich  | 3    | 1      | –      | 4      |
| 2      | Kroatien    | 1    | –      | –      | –      |
| 3      | Deutschland | –    | 2      | 1      | 3      |
| 4      | Tschechien  | –    | 1      | 2      | 3      |
| 5      | Schweiz     | –    | –      | 1      | 1      |
| Gesamt | Gesamt      | 4    | 4      | 4      | 12     |

## Sprint

### Nationenwertung Sprint
| Platz  | Land                   | Gold | Silber | Bronze | Gesamt |
| ------ | ---------------------- | ---- | ------ | ------ | ------ |
| 1      | Frankreich             | 6    | 4      | 1      | 11     |
| 2      | Slowenien              | 2    | –      | –      | 2      |
| 3      | Deutschland            | 1    | 1      | 1      | 3      |
| 4      | Tschechien             | –    | 2      | 3      | 5      |
| 5      | Kroatien               | –    | 2      | 1      | 3      |
| 6      | Italien                | –    | –      | 1      | 1      |
|        | Schweiz                | –    | –      | 1      | 1      |
|        | Vereinigtes Königreich | –    | –      | 1      | 1      |
| Gesamt | Gesamt                 | 9    | 9      | 9      | 27     |

## Einzelwettbewerbe

### Einer-Kajak Männer
| Platz | Land                | Sportler               | Zeit         |
| ----- | ------------------- | ---------------------- | ------------ |
| 1     | Nejc Žnidarčič      | Slowenien              | 1:08,95 Min. |
| 2     | Tobias Bong         | Deutschland            | 1:10,03 Min. |
| 3     | Ben Oakley          | Vereinigtes Königreich | 1:10,37 Min. |
| 4     | Björn Beerschwenger | Deutschland            | 1:11,04 Min. |
| –     | –                   | –                      | –            |
| 13    | Achim Overbeck      | Deutschland            | 1:13,10 Min. |
| 46    | Marc Rösner         | Deutschland            |              |

### Einer-Kajak Frauen
| Platz | Land              | Sportler    | Zeit         |
| ----- | ----------------- | ----------- | ------------ |
| 1     | Claire Bren       | Frankreich  | 1:16,70 Min. |
| 2     | Laetitia Parage   | Frankreich  | 1:17,02 Min. |
| 3     | Sixtine Malaterre | Frankreich  | 1:17,11 Min. |
| 4     | Manuela Stöberl   | Deutschland | 1:17,34 Min. |
| –     | –                 | –           | –            |
| 6     | Alke Overbeck     | Deutschland | 1:18,39 Min. |
| 9     | Sabine Füsser     | Deutschland | 1:18,95 Min. |

### Einer-Canadier Männer
| Platz | Land               | Sportler    | Zeit         |
| ----- | ------------------ | ----------- | ------------ |
| 1     | Guillaume Alzingre | Frankreich  | 1:12,54 Min. |
| 2     | Igor Gojic         | Kroatien    | 1:13,21 Min. |
| 3     | Emil Milihram      | Kroatien    | 1:13,30 Min. |
| –     | –                  | –           | –            |
| 8     | Normen Weber       | Deutschland | 1:15,06 Min. |
| 15    | Julian Rohn        | Deutschland |              |
| 16    | Tim Heilinger      | Deutschland |              |
| 19    | Max Eich           | Deutschland |              |

### Einer-Canadier Frauen
| Platz | Land               | Sportler   | Zeit         |
| ----- | ------------------ | ---------- | ------------ |
| 1     | Marjolaine Hecquet | Frankreich | 1:25,71 Min. |
| 2     | Julie Paoletti     | Frankreich | 1:28,77 Min. |
| 3     | Hana Peterkova     | Tschechien | 1:32,78 Min. |

### Zweier-Canadier Männer
| Platz | Land                                   | Sportler    | Zeit         |
| ----- | -------------------------------------- | ----------- | ------------ |
| 1     | Guillaume Alzingre / Yann Claudepierre | Frankreich  | 1:12,08 Min. |
| 2     | Damien Guyonnet / Gaetan Guyonnet      | Frankreich  | 1:13,97 Min. |
| 3     | Michal Sramek / Lukas Tomek            | Tschechien  | 1:14,36 Min. |
| 4     | Lars Walter / Johannes Baumann         | Deutschland | 1:14,57      |
| –     | –                                      | –           | –            |
| 11    | Stephan Stiefenhöfer / Guido Wahl      | Deutschland |              |
| 15    | Maik Schmitz / Matthias Nies           | Deutschland |              |

### Nationenwertung Sprint-Einzel
| Platz  | Land                   | Gold | Silber | Bronze | Gesamt |
| ------ | ---------------------- | ---- | ------ | ------ | ------ |
| 1      | Frankreich             | 4    | 3      | 1      | 8      |
| 2      | Slowenien              | 1    | –      | –      | 1      |
| 3      | Kroatien               | –    | 1      | 1      | 2      |
| 4      | Deutschland            | –    | 1      | –      | 1      |
| 5      | Tschechien             | –    | –      | 2      | 2      |
| 6      | Vereinigtes Königreich | –    | –      | 1      | 1      |
| Gesamt | Gesamt                 | 5    | 5      | 5      | 15     |

## Teamwettbewerbe

### Einer-Kajak Männer
| Platz | Land        | Sportler                                           | Zeit    |
| ----- | ----------- | -------------------------------------------------- | ------- |
| 1     | Slowenien   | Nejc Žnidarčič / Tim Kolar / Maks Franceskin       | 2:34,03 |
| 2     | Tschechien  | Tomáš Slovák / Karel Slepica / Richard Hala        | 2:34,09 |
| 3     | Italien     | Paolo Bifano / Mariano Bifano / Jaka Jazbek        | 2:34,41 |
| –     | –           | –                                                  | –       |
| 5     | Deutschland | Tobias Bong / Björn Beerschwenger / Achim Overbeck | 2:37,41 |

### Einer-Kajak Frauen
| Platz | Land        | Sportler                                                  | Zeit    |
| ----- | ----------- | --------------------------------------------------------- | ------- |
| 1     | Deutschland | Alke Overbeck / Manuela Stöberl / Sabine Füsser           | 2:50,08 |
| 2     | Frankreich  | Sixtine Malaterre / Latitia Parage / Claire Bren          | 2:54,69 |
| 3     | Schweiz     | Sabine Eichenberger / Chantal Abgottspon / Melanie Mathys | 2:56,76 |

### Einer-Canadier Männer
| Platz | Land        | Sportler                                               | Zeit    |
| ----- | ----------- | ------------------------------------------------------ | ------- |
| 1     | Frankreich  | Yann Claudepierre / Guillaume Alzingre / Louison Tanet | 2:43,48 |
| 2     | Kroatien    | Igor Gojic / Tomislav Lepan / Emil Milihram            | 2:46,41 |
| 3     | Tschechien  | Ondřej Rolenc / Lukas Novosad / Tomas Kejklicek        | 2:47,45 |
| 4     | Deutschland | Normen Weber / Tim Heilinger / Julian Rohn             | 2:50,76 |

### Zweier-Canadier Männer
| Platz | Land        | Sportler                                                | Zeit    |
| ----- | ----------- | ------------------------------------------------------- | ------- |
| 1     | Frankreich  | Claudepierre/Alzingre / Bar/Cordier / Guyonnet/Guyonnet | 2:43,23 |
| 2     | Tschechien  | Cuc/Zdrahal / Sramek/Tomek / Stastny/Rolenc             | 2:45,37 |
| 3     | Deutschland | Baumann/Walter / Stiefenhöfer/Wahl / Schmitz/Nies       | 2:47,49 |

### Nationenwertung Sprint-Mannschaft
| Platz  | Land        | Gold | Silber | Bronze | Gesamt |
| ------ | ----------- | ---- | ------ | ------ | ------ |
| 1      | Frankreich  | 2    | 1      | –      | 3      |
| 2      | Deutschland | 1    | –      | 1      | 2      |
| 3      | Slowenien   | 1    | –      | –      | 1      |
| 4      | Tschechien  | –    | 2      | 1      | 3      |
| 5      | Kroatien    | –    | 1      | –      | 1      |
| 6      | Italien     | –    | –      | 1      | 1      |
|        | Schweiz     | –    | –      | 1      | 1      |
| Gesamt | Gesamt      | 4    | 4      | 4      | 12     |